# Ходжес (тауншип)
Ходжес (англ. Hodges) — тауншип в округе Стивенс, Миннесота, США. На 2000 год его население составило 264 человека.

## География
По данным Бюро переписи населения США площадь тауншипа составляет 91,9 км², из которых 88,4 км² занимает суша, а 3,4 км² — вода (3,75 %).

## Демография
По данным переписи населения 2000 года здесь находились 264 человека, 86 домохозяйств и 73 семьи.  Плотность населения —  3,0 чел./км².  На территории тауншипа расположено 93 постройки со средней плотностью 1,1 построек на один квадратный километр. Расовый состав населения: 99,24 % белых и 0,76 % приходится на две или более других рас.
Из 86 домохозяйств в 39,5 % воспитывались дети до 18 лет, в 82,6 % проживали супружеские пары, в 1,2 % проживали незамужние женщины и в 14,0 % домохозяйств проживали несемейные люди. 11,6 % домохозяйств состояли из одного человека, при том 3,5 % из — одиноких пожилых людей старше 65 лет. Средний размер домохозяйства — 3,07, а семьи — 3,31 человека.
29,5 % населения — младше 18 лет, 9,8 % — в возрасте от 18 до 24 лет, 25,4 % — от 25 до 44, 23,5 % — от 45 до 64, и 11,7 % — старше 65 лет. Средний возраст — 36 лет. На каждые 100 женщин приходилось 107,9 мужчин.  На каждые 100 женщин старше 18 приходилось 106,7 мужчин.
Средний годовой доход домохозяйства составлял 50 833 доллара, а средний годовой доход семьи —  51 250 долларов. Средний доход мужчин —  31 000  долларов, в то время как у женщин — 21 000. Доход на душу населения составил 25 367 долларов. За чертой бедности находились 2,5 % семей и 1,9 % всего населения тауншипа.